# دوناتو کوکو
دوناتو کوکو (به ایتالیایی: Donato Coco؛ زادهٔ ۱ ژانویهٔ ۱۹۵۶ در رینیانو جارجانیکو) طراح خودروی اهل ایتالیا است.
کوکو از سال ۲۰۰۹ تا نوامبر ۲۰۱۴ سرطراح لوتوس بود.
او در طراحی خودروهای زیر نقش داشته است:
- فراری ۴۵۸ ایتالیا[۴]
- فراری کالیفرنیا[۵]
- سیتروئن سارا پیکاسو[۶]
- سیتروئن سی۳ لومیر مفهومی، سیتروئن سی۳ ایر مفهومی و سیتروئن سی۳ پلوریل مفهومی[۷]
- سیتروئن سی۲[۸]
- سیتروئن سی۱[۹]
- سیتروئن سی۳[۱۰]
- سیتروئن سی۳ پلوریل[۱۱]
- سیتروئن سی۴[۱۲]
- اوکتو آرسی۱۰[۱۳]